# Planeta Roșie (film)
Planeta Roșie (titlu original: Red Planet) este un film american din 2000 regizat de Antony Hoffman. Rolurile principale au fost interpretate de actorii Val Kilmer, Carrie-Anne Moss și Tom Sizemore. Este singurul film artistic regizat de Hoffman, acesta s-a axat în principal pe realizarea unor clipuri publicitare.

## Prezentare
Astronauții și câinele lor robot AMEE (Autonomous Mapping Evaluation and Evasion) caută pe Marte soluții pentru a salva un Pământ aflat pe moarte, însă misiunea decurge teribil de prost.

## Distribuție
- Val Kilmer - Robby Gallagher
- Carrie-Anne Moss - Cmdr. Kate Bowman
- Tom Sizemore - Dr. Quinn Burchenal
- Benjamin Bratt - Lt. Ted Santen
- Simon Baker - Chip Pettengill
- Terence Stamp - Dr. Bud Chantilas
- Neil Ross - Space Suit (voce) (nemenționat)